# Grilli
Grilli is een plaats (frazione) in de Italiaanse gemeente Gavorrano.